# الأوكرانيون في إيطاليا
يتألف الأوكرانيون في إيطاليا من عمال مهاجرين بمعظمهم. بلغ عدد الأوكرانيين الحاصلين على تصاريح إقامة سارية في إيطاليا 223,000 نسمة في عام 2020. تعمل الكثير من النساء الأوكرانيات في مجال رعاية المسنين، أو الأطفال، أو المصابين بأمراض عضال، أو الرعاية الأسرية. احتض الإيطاليون العمالة الأوكرانيَّة كحلٍ عملي لسدِّ العجز في عدد مقدمي الرعاية المنزلية (بات الأوكرانيون رابع أكبر جالية مهاجرة في إيطاليا)، وذلك على إثر ما يعتريهم من توجُّس حيال دور رعاية المسنين. كما أنها تعد من الأدوار المهنية الشاقة من الناحيتين الجسدية والعاطفية، مما جعل الكثير من الإيطاليين يعزفون عن مزاولتها.

## التعداد
أظهر تقرير صادر عن المعهد الوطني للإحصاء حول الأجانب في إيطاليا أن عدد الأوكرانيين المقيمين في البلاد في عام 2012 بلغ 223,782 نسمة، منهم 80% نساء. يُعتقد أن عددًا كبيرًا من الأوكرانيين العاملين في مجال الرعاية يعملون أو يقيمون في إيطاليا بطرق غير شرعية. لذا تتفاوت التقديرات غير الرسمية لأعداد الأوكرانيين لتتراوح ما بين 600,000 إلى مليون نسمة. اختار بعض المهاجرين الاستقرار في إيطاليا والانخراط في مجتمعها، مع أنَّ غالبية المهاجرين الأوكرانيين يضمرون نية العودة إلى أوكرانيا في نهاية المطاف.
استقبلت إيطاليا على إثر الغزو الروسي لأوكرانيا ما مجموعه 112,098 لاجئ أوكراني حتى مايو 2022. كان من بينهم 58,334 امرأة، 15,256 رجلًا، 38,508 قاصرًا.

## الدين
أجرى المعهد الوطني للإحصاء استطلاعًا حول الانتماء الديني للمهاجرين في إيطاليا في عام 2011 وعام 2012. كانت النِّسب بين الأوكرانيين على النحو التالي:
- المسيحية: 90.8% (منهم 68% أرثوذكس، 22.5% كاثوليك، 0.3% بروتستانت)
- اللادينيون: 5.6%
- المسلمون: 0.1%
- أديان أخرى: 3.5%